# Desierto Ka'u

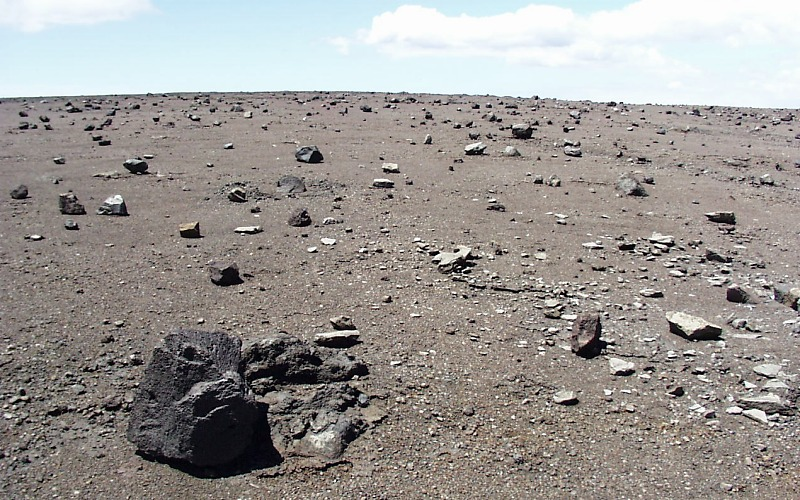

El desierto de Kaʻū es un desierto de sotavento en el distrito de Kaʻū, el distrito más al sur de la Isla Grande de Hawái, y se compone principalmente de restos de lava seca, ceniza volcánica, arena y grava. El desierto cubre un área del volcán Kīlauea a lo largo de la zona de rift del suroeste. El área carece de vegetación, principalmente debido a la lluvia ácida.

## Clima
El desierto de Kaʻū no es un verdadero desierto, ya que las precipitaciones superan los 1000 mm (39 pulgadas) por año Sin embargo, la lluvia se combina con el dióxido de azufre, liberado por los respiraderos volcánicos, y forma lluvia ácida. El nivel de pH de la lluvia, tan bajo como 3.4 durante una erupción, inhibe el crecimiento de las plantas.  Además, el agua se evapora rápidamente en el suelo y el suelo de tefra es extremadamente permeable. 

## Turismo
El desierto de Kaʻū es popular para caminatas durante períodos inactivos. Se puede llegar siguiendo la Carretera 11 en sentido contrario a las agujas del reloj desde Kona hasta el volcán. El comienzo del sendero está en Crater Rim Drive, coordenadas 19°24′31″ N 155°17′48″ O. Al atravesar el desierto, uno puede cruzar la Gran Grieta y la Zona del Sudoeste, una zona de falla mayor que parece un surco gigante en la tierra, antes de llegar al Volcán Kilauea. Desde la ciudad de Hilo, tome la autopista 11 unas 30 millas (48 km) al oeste. El área es parte del parque nacional de los Volcanes de Hawái, pero a menudo está cerrada durante los períodos de alta actividad volcánica, debido a la posibilidad de que el gas venenoso se vuele al suroeste por los vientos alisios de la ventilación de Halemaʻumaʻu.

## Erupción del 1790
Una de las explosiones más devastadoras en la historia de Hawái ocurrió en 1790. La erupción liberó ceniza volcánica, que formó esferas de tefra conocidas como lapilli de acreción debido al efecto de las fuerzas electrostáticas y la humedad. El jefe Keōua Kuahuʻula viajaba entonces alrededor de Kilauea a Kau, después de luchar contra el jefe dominante Kamehameha I. Al menos 80 guerreros hawaianos se asfixiaron cuando la ceniza volcánica entró en sus pulmones. Las huellas conservadas en la ceniza eran supuestamente de estos guerreros. Sin embargo, investigaciones recientes indican que una variedad de personas usó esta área durante cientos de años.